# Volksrepublik Buchara
Die Volksrepublik Buchara (russisch Бухарская народная советская республика, БНСР; usbekisch Buxoro Xalq Sho'ro Jumhuriyati, tadschikisch Ҷумҳурии Халқии Шӯравии Бухоро, persisch جمهوری خلقی شوروی بخارا) war ein von 1920 bis 1924  eng mit Sowjetrussland bzw. der Sowjetunion verbündeter realsozialistischer Staat, sowie von 1924 bis 1925 eine SSR innerhalb der UdSSR.
Ihr Gebiet umfasste 182.193 km² und etwa 2,2 Millionen Einwohner, hauptsächlich Usbeken (60 %), Tadschiken (30 %) und Turkmenen (10 %).

## Vorgeschichte
Das Emirat Buchara war seit 1868 Teil des Russischen Reiches, die Mangit-Dynastie hatte jedoch noch umfassende Herrschaftsrechte. Nach dem Ende des Zarenreichs im Frühjahr 1917 erlangte das Emirat de facto die Unabhängigkeit.
Fajzullah Chodscha, ein radikaler Reformist mit Kontakten zu den Sowjets und nach dem Emir Alim Khan zweitreichster Mann Bucharas, organisierte den Widerstand gegen den Emir. Er beabsichtigte kulturelle und soziale Reformen. 1920 ging seine „Kommunistische Partei von Buchara“ zu bewaffnetem Widerstand über und bat am 29. August 1920 Sowjetrussland um Hilfe, das die „Werktätigen des Emirats“ sofort unterstützte: Michail Wassiljewitsch Frunse sandte 7.000 Mann Infanterie, 2.500 Mann Kavallerie, 5 Panzerzüge, 40 Geschütze und 11 Flugzeuge nach Buchara, die „Kommunisten“ des Emirats verfügten angeblich über 5.000 Mann Infanterie und 2.000 Mann Kavallerie. Auf Seiten des Emirs standen 8.700 Mann Infanterie und 7.500 Mann Kavallerie, dazu angeblich 27.000 irreguläre Kämpfer. Am 2. September 1920 fiel das „alte“ Buchara und der Emir floh nach Afghanistan.

## Entwicklung
Am 18. Oktober 1920 wurde die „Sowjetische Volksrepublik Buchara“ ausgerufen, Fajzullah Chodscha wurde „Vorsitzender des Ministerrates“. Ende 1921 dann überschritten die Anhänger des Emirs erneut die Grenze und verbündeten sich mit den Basmatschen und Enver Pascha. Enver wurde von Alim-Khan zum Oberbefehlshaber der Streitkräfte des Islam und Statthalter des Emirs von Buchara ernannt. Er eroberte tatsächlich Duschanbe und besetzte ganz Ost-Buchara (heute zu Tadschikistan), wurde aber im Sommer 1922 von den Sowjets geschlagen und fiel im Kampf.
Die Volksrepublik Buchara war am 4. März 1921 in einem Bündnisvertrag mit Sowjetrussland als unabhängig anerkannt worden. Aber de facto wurden die Minister der Republik schon Ende 1923 alle von den Sowjets verhaftet und nach Moskau gebracht, mit Ausnahme Fajzullah Chodschas, bei dessen Verhaftung man einen Volksaufstand fürchtete. Am 19. September 1924 riefen die eingeschüchterten Rückkehrer dann die „Sozialistische Republik Buchara“ aus, die in die Sowjetunion eingegliedert wurde. Am 17. Februar 1925 wurde die SSR von Moskau unter nationalen Gesichtspunkten wieder aufgelöst und zwischen der Usbekischen, der Turkmenischen und der Tadschikischen ASSR aufgeteilt.

## Beziehungen zu Deutschland
Parallel zu den Rapallo-Verhandlungen zwischen Deutschland und der Sowjetunion traf 1922 auch eine Gesandtschaft der Handelskommission des Obersten Wirtschaftsrates der Bucharischen Volksrepublik in Berlin ein. Die Delegierten Yunus Abd al-Wahhab und 'Azzam Schah Muhammad Schah fielen jedoch am 27. Oktober 1922 einer bis heute nicht völlig aufgeklärten Gasvergiftung zum Opfer. Ihr Nachfolger Jussuf Mukimbajew ließ ihnen im März 1923 auf dem Muslimischen Friedhof in Berlin-Neukölln zwei Grabmale errichten, die noch heute erhalten geblieben sind.